# 수지 (1994년)
수지(본명: 배수지, 1994년 10월 10일~)는 대한민국의 가수, 배우이다.
2009년 Mnet 《슈퍼스타K 1》 광주 예선에 참여 했다가 JYP 관계자에게 캐스팅 되어 JYP 엔터테인먼트의 연습생이 되었다. 이후 1년 동안의 연습생 시절을 거쳐 2010년 당시 4인조 걸그룹 미쓰에이의 멤버로 데뷔했다. 2011년 드라마 《드림하이》로 연기자로 입문 하였고 이후 주요 출연작으로는 드라마 《빅》(2012) 《함부로 애틋하게》(2016) 《당신이 잠든 사이에》(2017) 영화 《건축학개론》(2012) 《도리화가》(2015) 《백두산》(2019)이 있다.

## 성장 과정
수지는 1994년 10월 10일 광주직할시 북구에서 1남 2녀 중 둘째(차녀)로 태어났다. 형제로는 두 살 터울의 언니와 남동생 배상문이 있다. 그녀의 어머니 정현숙은 수지가 어린 시절부터 분식집을 운영하였고, 현재는 기존 분식 집을 리모델링 한 카페를 운영 중이다. 아버지 배완영은 국회의원의 경호원도 했을 정도였다. 태권도 관장이었던 수지의 아버지 배완영은 현재 세계청소년선수권대회 단장을 역임하고 있다. 아버지에게 체벌을 받기도 했을 정도로 엄하게 자란 수지는 아버지의 영향으로 어렸을 때부터 태권도를 했고, 태권도 공인 2단이다.
수지는 가수 보아의 영향으로 무등초등학교 4학년 때부터 춤과 노래를 좋아하기 시작했고 연예인(가수)을 꿈꾸며 부모님의 반대에도 불구하고 몰래 댄스 학원을 다녔다. 문화중학교 재학 시절에는 교내 댄스 동아리 빅 사이즈에 간절히 부탁을 한 끝에 연습 부원으로 들어갔다. 교내 행사 때마다 손수 짠 안무로 연습해 공연을 하면서 밤 11시까지 춤 연습을 하였고 그 노력으로 댄스 경연 대회에서 은상을 수상했다. 또한 어릴 적부터 눈에 띄는 외모로 인터넷 쇼핑몰 피팅 모델을 하며 직접 용돈을 벌었다고 한다. 이후 2009년 문화중학교 3학년 당시에 참가한 Mnet 슈퍼스타K 1 광주 지역 예선에서 합격한 후 우연히 JYP 관계자에게 캐스팅되어 서울에서 진행된 오디션에 합격하면서 JYP 엔터테인먼트의 연습생이 되었다. 이후 수지는 주말마다 광주와 서울을 왕복 하는 생활을 반복하다 고교 진학을 서울공연예술고등학교로 하면서 서울로 완전히 상경했다. 대학교는 연예 활동과 학업을 병행할 수 없다는 본인의 의사로 지원하지 않았다.

## 학력
- 무등초등학교 (졸업)
- 문화중학교 (졸업)
- 전남여자고등학교 (전학)
- 서울공연예술고등학교 (실용음악과 / 졸업)

## 경력

### 미쓰에이, 데뷔 및 활동 및 해체

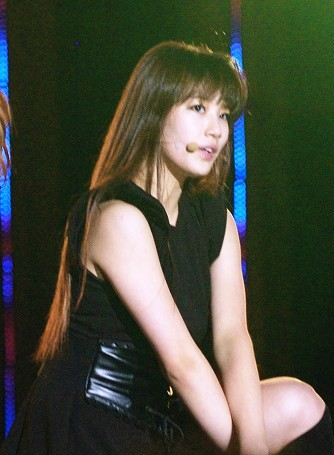
2011년 10월, 드림 콘서트에서 공연 중인 모습

수지는 2010년 3월 페이, 지아와 여성 그룹을 결성하였다. 이들은 중국에서 삼성전자의 광고로 첫 공식 홍보 활동을 시작했다. 이 그룹은 삼성 비트 페스티벌에서 "Love Again"이라는 광고에 사용된 노래를 발표했다. 이 곡은 슈퍼창따이가 작사・작곡하고 홍원기가 뮤직비디오 감독을 맡았다. 이후 이 그룹의 네 번째 멤버로 민이 합류하였다. JYP 엔터테인먼트는 4인조 걸 그룹으로 데뷔를 확정하고 수지는 1년 정도 연습생 기간을 거쳐, 2010년 7월 4인조 여성 그룹 미쓰에이의 멤버로 데뷔했다. 수지를 비롯한 미쓰에이 멤버들은 데뷔 당시 JYP의 서브 레이블인 AQ 엔터테인먼트 소속이었다. 2013년 12월 6일 JYP 엔터테인먼트는 (주)JYP와 합병계약을 체결하면서, (주)JYP 소속인 박진영 프로듀서를 비롯해 소속 가수들은 JYP 엔터테인먼트 소속 연예인이 됐고, 또한 AQ 엔터테인먼트 위탁 계약 관계였던 미쓰에이도 JYP 엔터테인먼트에 소속하게 됐다.
미쓰에이는 2010년 7월 1일 데뷔 싱글 〈Bad But Good〉을 발매하고 타이틀곡 "Bad Girl Good Girl"로 활동했다. 이 노래로 데뷔 22일 만에 《뮤직뱅크》에서 1위에 오르며 최단기간 음악방송 1위에 오르는 걸 그룹이 되었다. 첫 싱글 활동을 끝내고 9월 두 번째 싱글 〈Step Up〉을 발매해 타이틀곡 "Breathe"로 활동했다. 미쓰에이는 "Bad Girl Good Girl"로 2010 Mnet 아시안 뮤직 어워드에서 주요 부문인 올해의 노래상을 포함해 여자 신인상, 베스트 댄스 퍼포먼스 여자 그룹 부문을 수상해 3관왕에 올랐다.
미쓰에이는 2011년 7월 첫 번째 정규 앨범 〈A Class〉을 발매하고 타이틀곡 "Good Bye Baby"로 활동했다. 앨범은 큰 성공을 거둔 후 9월 초에 활동을 마무리했다. 그들은 중국 데뷔를 포함하여 해외 활동에 중점을 두었다. 2012년 2월, 그들은 네 번째 싱글 〈Touch〉를 통해 새로운 스타일의 음악으로 컴백했다. 이후 하반기에 다섯 번째 싱글 〈Independent Women Part Ⅲ〉를 발매했다. 2013년 11월 6일, 미쓰에이는 두 번째 정규 앨범 〈Hush〉을 발매하며 컴백했다. 이 음반의 타이틀 곡은 이트라이브가 작곡했다. 2015년 3월 30일, 그룹은 1년 5개월 만에 여섯 번째 싱글 〈Colors〉를 발매해 블랙아이드필승이 프로듀싱한 타이틀곡 "다른 남자 말고 너"로 활동했다.
2017년 12월 27일 JYP 엔터테인먼트는 미쓰에이의 해체를 발표했다. JYP에 따르면, 미쓰에이 네 멤버 중 페이는 2016년 5월, 수지는 지난 8월 JYP와 재계약을 맺었고, 지아는 2016년 5월 전속 계약이 만료된 후 재계약을 맺지 않고 팀을 떠났으며, 민 역시 2017년 4월 계약이 만료된 후 재계약을 하지 않기로 결정했다고 전했다.

### 2010-2013: 솔로 활동 및 라이징 스타

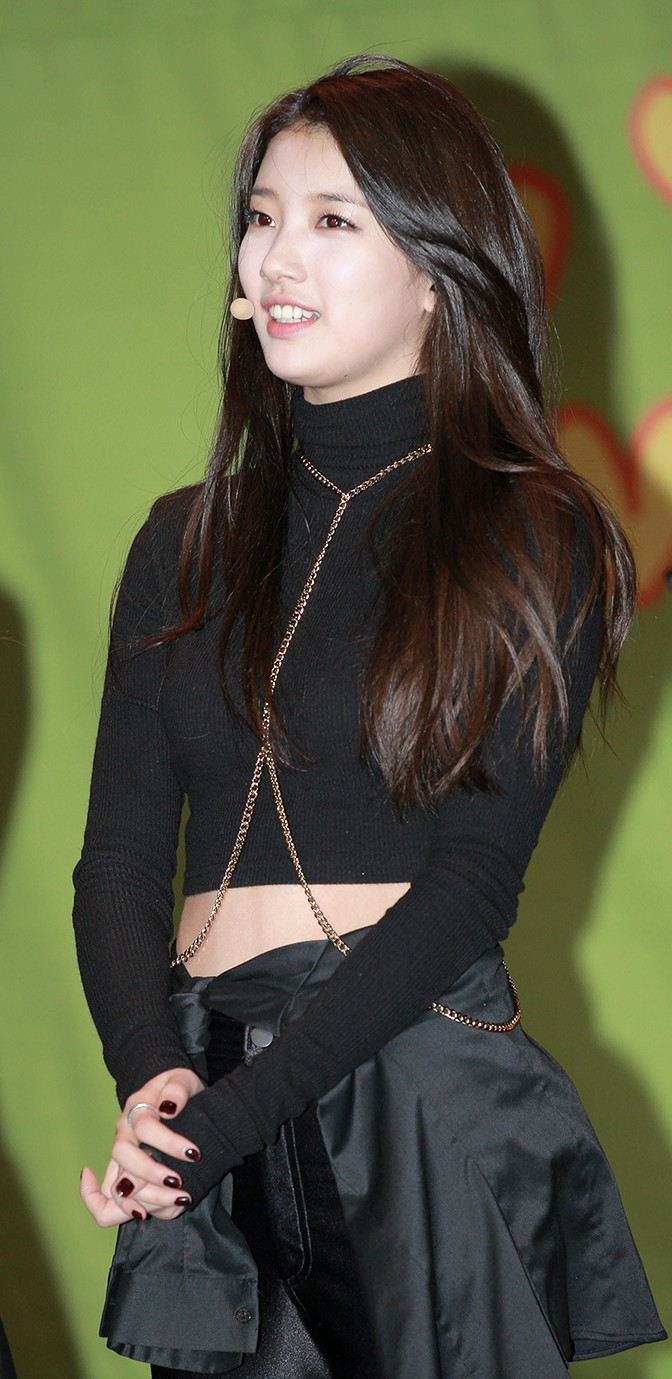
2012년 3월의 모습

2010년 10월, 수지는 샤이니의 온유, 민호, 티아라의 지연과 함께 MBC 음악 프로그램 《쇼! 음악 중심》의 진행을 맡으며 개별 활동을 시작했다. 수지는 이후 《인기가요》, 《엠카운트다운》, 《엠타운트다운 하로 재팬》과 《하이원 서울가요대상》, 《골든디스크》, 《Mnet 20's Choice》의 진행을 맡았다. 그 이후로도 수지는 음악 프로그램에서부터 주요 시상식에 이르기까지 많은 행사에서 진행자로 활약하였다.
수지는 그룹 활동 외에도 연기로 활동 영역을 넓혔다. 2011년 1월부터 2월까지 방영된 KBS 하이틴 드라마 《드림하이》의 여주인공 고혜미 역에 캐스팅되며 배우로서 데뷔하였다. 본래 수지는 배우가 되기 싫어했지만 소속사의 강한 의지 때문에 시작하게 되었다. 촬영을 앞두고 연출자이자 연극배우 출신인 백원길에게 '연기 특훈'을 받기도 했다. 이 드라마는 최고 시청률 17.9%를 기록하며 인기를 끌었고, 당시 수지가 부른 OST "겨울 아이"도 많은 사랑을 받았다. 수지는 이 작품으로 KBS 연기대상 여자 신인상과 베스트 커플상을 수상하였다. 이후 10월 수지는 약 1년간 진행하던 《쇼! 음악 중심》에서 하차했고 11월부터 KBS 《청춘불패 2》에 출연하며 처음으로 예능 프로그램에 고정 출연하였다. 그 해 11월 4일, 수지는 god의 멤버 손호영의 새로운 싱글 〈예쁘고 미웠다〉의 뮤직비디오에 출연했다.
2012년 2월 6일 수지는 《드림하이 2》 OST에 참여해 "You are my star"를 발매했고, 3월 19일 15회 방송에서 인기 걸 그룹 미쓰에이의 멤버 역으로 카메오 출연했다. 수지는 2011년 10월 말, 이용주 감독의 멜로 영화 《건축학개론》에서 캐스팅되었다. 이 영화에서 수지는 한가인이 연기한 서연의 스무 살 대학 시절을 연기하며 스크린에 데뷔했고, 10월 25일 촬영을 시작해 서울과 제주도를 오가며 1월 초에 촬영을 마쳐, 3월 22일 개봉되었다. 서연은 경쾌하고 발랄한 아직 10대 소녀 같은 풋풋함으로 관객들의 마음을 뒤흔들었고, 영화는 전국 관객 수 410만 명을 넘기며 한국 멜로 영화 사상 가장 흥행한 영화가 되었다. 《맥스무비》는 “보는 이를 두근거리게 만드는 연기가 무엇인지 제대로 보여준다. 청순미와 발랄함, 청초함을 지닌 수지는 우리가 잃어버리고 살았던 첫사랑의 추억을 되살려 놓는다. 이번 작품이 스크린 데뷔작이라는 사실이 믿어지지 않을 만큼 연기의 폭이 크다”라고 리뷰하며 연기력에 호평을 했고, 수지는 이 영화를 통해 ‘국민 첫사랑’이라는 호칭을 얻게 되었다. 2012년 가요, 드라마, 영화, 예능에서 신인상을 수상하여 그랜드 슬램을 달성하였다. 수지는 2015년 8월 23일 영화사 명필름이 창립 20주년을 기념한 ‘명필름 전작전: 스무살의 기억’ 행사 중에서 ‘건축학개론’ 상영이 끝난 뒤 관객과의 대화 시간(GV)에 이용주 감독과 함께 참석하기도 했다.
수지는 2012년 4월 3일, KBS 시트콤 《선녀가 필요해》에서 배우 지망생 역으로 카메오 출연했다. 같은 해 수지는 7월부터 8월까지 방영된 KBS 로맨틱 코미디 드라마 《빅》에 캐스팅되어 공유, 이민정과 연기 호흡을 맞췄다. 수지는 《청춘불패 2》로 KBS 연예대상 쇼 오락부문 여자 신인상을 수상했다.

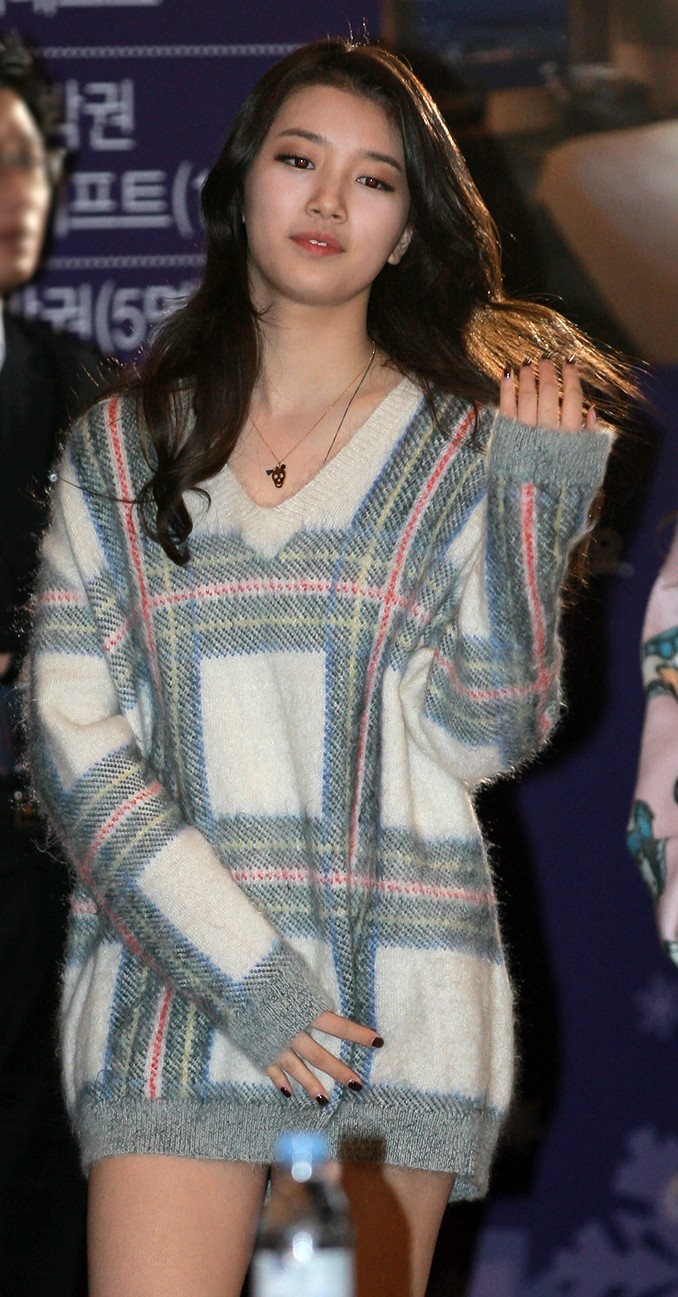
2013년 12월의 모습

### 2014-2018: 대세 스타로 성장 및 성공, 솔로 데뷔

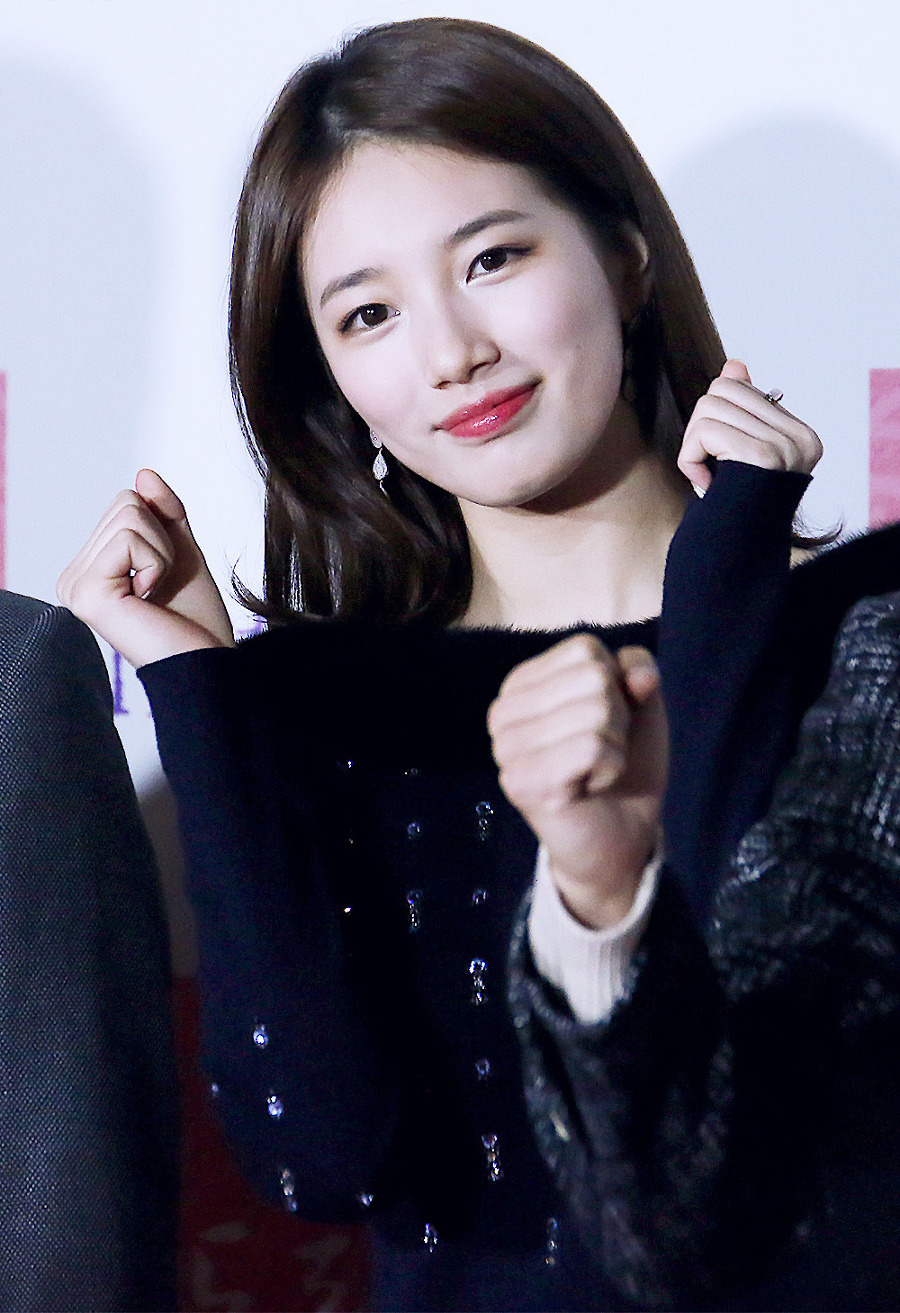
2015년 11월, 영화 《도리화가》시사회에서의 모습

수지는 화장품, 의류, 아웃도어, 전자제품부터 교복, 커피, 주얼리, 건강음료, 주류 등 수많은 광고 모델로 활약하며 "광고 퀸"으로 등극했다.
2014년 2월 13일에는 SBS 드라마 《별에서 온 그대》 17회에 《드림하이》에서 연기한 김수현과의 인연으로 대학생 고혜미 역으로 특별출연하기도 했다. 2014년 5월, 수지는 사극 영화 《도리화가》에서 조선 최초의 여성 명창 진채선 역으로 캐스팅되었다. 조선 고종 시대, 실존 인물이었던 판소리의 대가 신재효(류승룡 분)와 그가 키워낸 조선 최초의 여성 명창 진채선의 이야기를 그린 작품으로 수지는 역할을 준비하기 위해 1년 동안 판소리 훈련을 받았다. 이 영화는 2015년 11월 25일에 개봉되었고, 수지는 경험의 부족을 여실히 느끼면서 연기력과 작품 완성도 면에서 혹평을 받으며, 전국 약 31만 명의 관객 수를 동원하며 흥행 참패하였다. 같은 해 수지는 대만의 가수 겸 배우 나지상의 싱글 앨범 〈Reality Show?〉의 타이틀곡 "행복특조"의 피처링에 참여하고 뮤직비디오에 출연했다.
2016년 1월 7일, 수지는 EXO의 멤버 백현과 함께 콜라보레이션 싱글 〈Dream〉을 발매했다. 이 곡은 가온 차트의 주간 디지털 차트에서 1위를 차지했다. 수지는 2016년 7월부터 9월 초까지 방영된 KBS 드라마 《함부로 애틋하게》에서 다큐멘터리 PD 노을 역을 연기했다. 이 작품은 한중 동시 방영을 목표로 100% 사전 제작되었고, 수지는 함께 공연한 김우빈과 2015년 8월 20일 캐스팅을 확정 짓고 2015년 11월부터 촬영을 시작해 2016년 4월 12일 모든 촬영을 마쳤다. 드라마는 2016년 7월 6일부터 9월 8일까지 방영되었다. 수지는 또한 드라마를 위해 두 곡의 OST "Ring My Bell"과 "좋을땐"을 발매했다.

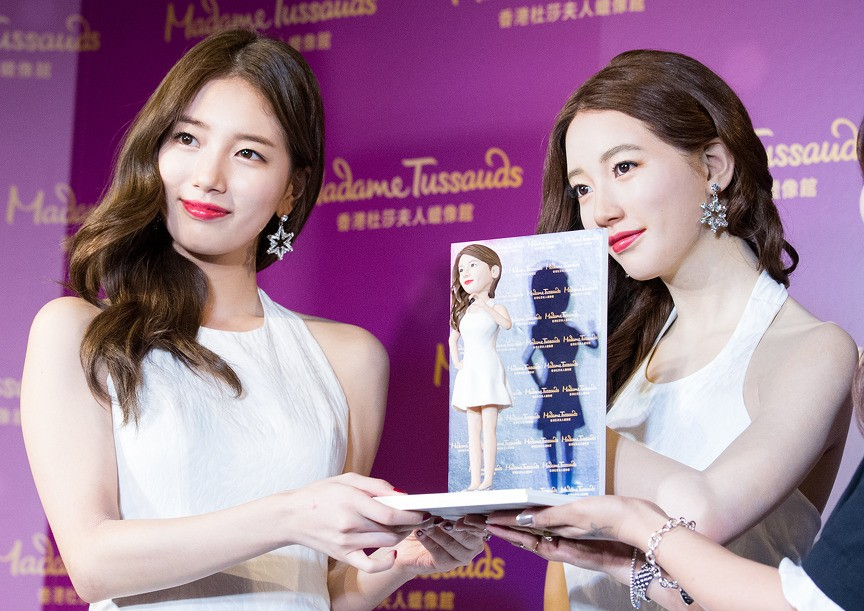
2016년 9월 13일 홍콩 마담 튀소 밀랍 인형 박물관에서의 모습

2016년 9월, 수지의 밀랍 인형이 홍콩 마담투소 한류 전시관에 전시되었다. 홍콩의 마담투소에 한국 여성 아티스트의 밀랍인형이 전시되는 건 수지가 최초이다. 2016년 12월, JYP 엔터테인먼트는 수지가 솔로 가수로 데뷔할 예정이라고 발표했다. 그녀는 2017년 1월 17일 데뷔 선공개 싱글 〈행복한 척〉을 발매했고, 일주일 후인 2017년 1월 24일 첫 번째 미니 앨범 《Yes? No?》를 발매했다.

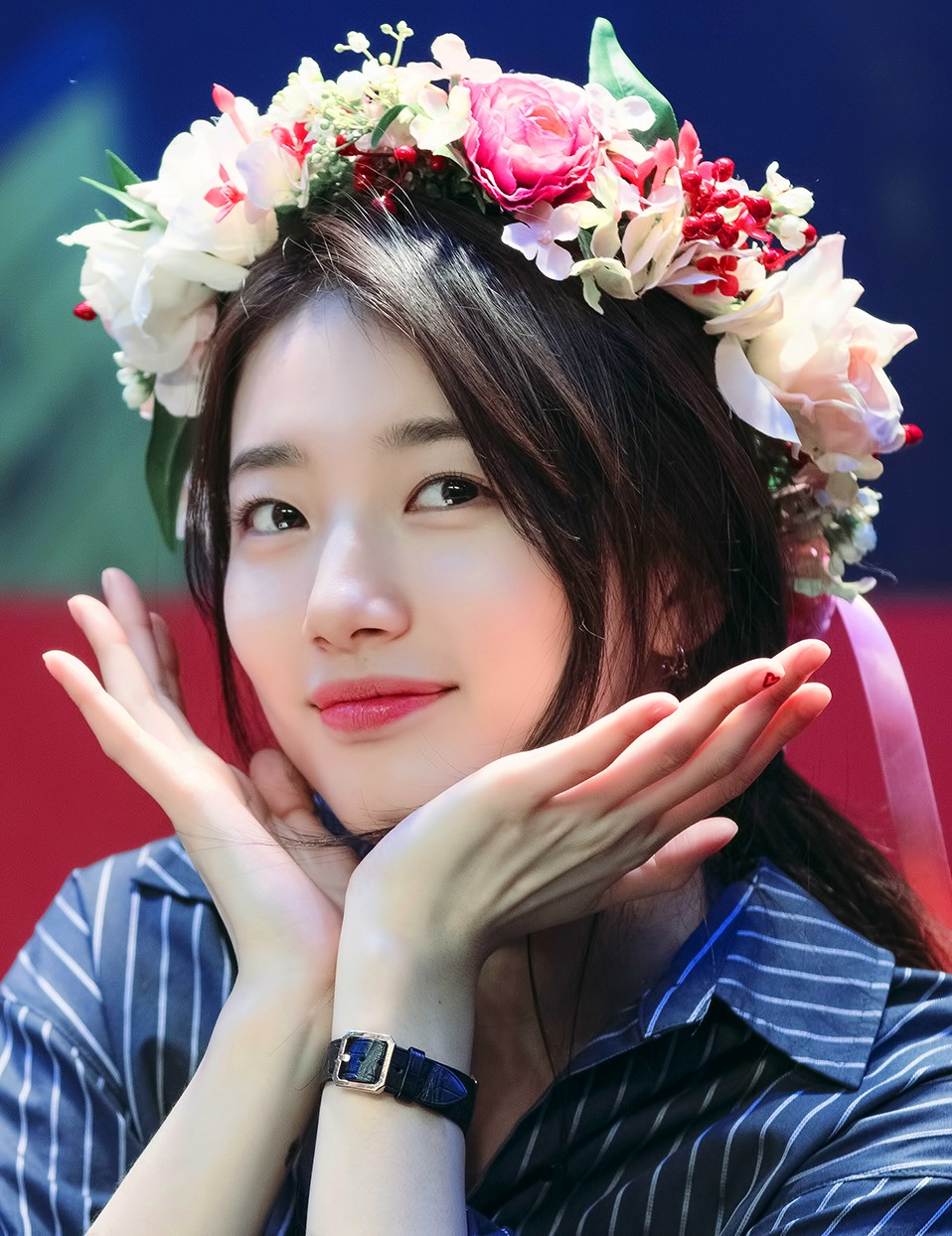
2017년 2월 4일 솔로 데뷔 앨범《Yes? No?》팬사인회장에서의 모습

수지는 2017년 3월 말 JYP와 계약이 만료되었고, 약 4개월 만에 재계약을 체결했다고 8월 2일 언론에 보도되었다. 수지는 2016년 11월 SBS 드라마 《당신이 잠든 사이에》에 이종석과 함께 캐스팅되었다. 이 작품으로 그녀는 《드림하이》(2011)에서 작업했던 박혜련 작가와 재회했고, 사전 제작으로 제작되어 2017년 7월 말 촬영이 완료되었고, 2017년 9월 27일부터 방영되었다. 11월 16일 종영한 이 드라마에서 예지몽을 통해 누군가의 미래, 벌어질 사고를 미리 볼 수 있는 남홍주 역을 맡아 극중 직업인 기자 역을 제대로 소화하기 위해 따로 트레이닝을 받는 등 노력을 기울였고, 더욱 안정감 있는 연기를 선보이며 시청자들에게 호평을 받았다. SBS 연기대상에서 수목드라마 부문 여자 최우수상과 베스트 커플상을 수상했다.
2018년 1월 29일 수지는 《Yes? No?》(2017) 발매 후 1년여 만에 두 번째 미니 앨범 《Faces of Love》를 발매했다. 선공개 곡 〈다른사람을 사랑하고 있어〉는 수지의 맑고 서정적인 음색이 인상적인 곡이며, 타이틀곡 〈HOLIDAY〉(Feat. DPR LIVE)는 제목처럼 휴가가 연상되는 편안하고 나른한 '레이드 백 R&B'곡으로 수지가 선보이는 새로운 음악 스타일로 화제를 모았다. 미국 음악 전문 매체인 빌보드는 1월 29일 ‘수지가 밝힌 새 앨범 ’페이시스 오브 러브‘ & 뮤지션으로서 자신을 찾아가는 과정’이라는 제목의 기사를 게재하고, “수지는 한국에서 가장 유명하고 영향력 있는 아티스트 중 한 명“이라고 소개하며 “작년 첫 미니앨범 ‘YES? NO?’를 통해 감성적인 팝의 매력을 표현했다면, 이번 새 앨범 ‘페이시스 오브 러브’는 수지의 파워풀하고 다재다능한 싱어송라이터로서의 입지를 확고히 하는 앨범”이라고 언급했다. 또한 〈다른 사람을 사랑하고 있어〉에 대해 “발라드 장르로 아름다운 서사를 전달하는 수지만의 남다른 재주가 돋보이는 곡”이라고 호평했고, 다양한 음악적 색깔을 담은 새 앨범 수록곡들을 소개하고 수지의 음악적 행보에 높은 관심을 드러냈다. 2018년 3월 글로벌 뷰티 브랜드 랑콤의 아시아 퍼시픽 모델로 발탁됐다.

### 2019-현재: 소속사 이적 및 계속된 연기 활동
2019년 3월 26일, 수지는 지난 9년간 함께 해 온 JYP 엔터테인먼트와 계약 만료 후, 매니지먼트 숲으로 이적을 발표했다. 2019년 12월 말 개봉된 영화 《백두산》에서 수지는 인창(하정우 분)의 아내 지영역을 맡아 열연을 펼쳤다. 이 작품에서 처음으로 임산부 역할을 맡아 실제 산모를 방불케 하는 리얼한 분장으로 화제를 모았고, 825만명의 관객수를 기록하며 흥행에 성공했다.
수지는 2019년 11월, tvN 드라마 《스타트업》에서 각종 아르바이트를 섭렵한 경력 부자에 타의 추종을 불허하는 생활력까지 갖춘 인물인 서달미 역에 캐스팅 되었고, 박혜련 작가와 세 번째 작업이 되었다. 이 작품은 스티브 잡스를 꿈꾸며 스타트업에 뛰어든 여자와 본의 아니게 그의 멋진 첫사랑이 되어버린 이과 남자 남도산(남주혁 분), 그리고 그 이과 남자를 멋지게 만들어야 하는 또 다른 남자 한지평(김선호 분)의 이야기를 그린다.

## 자선 활동

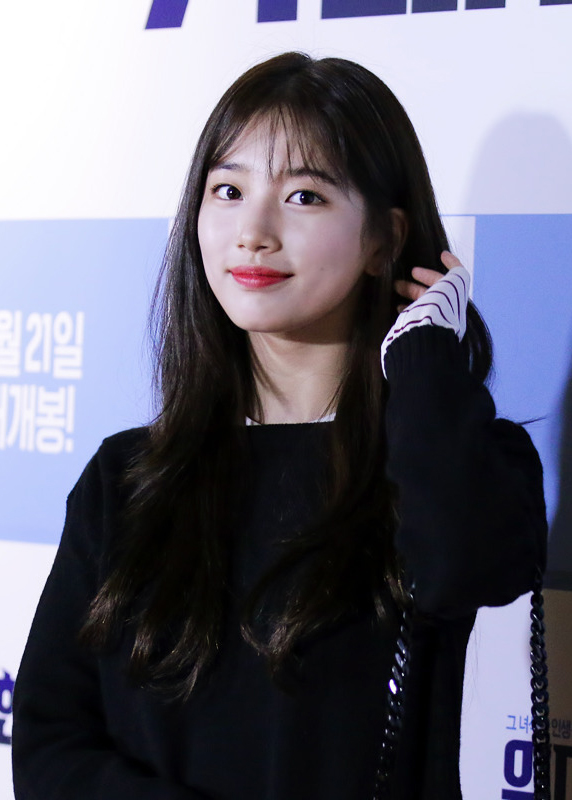
2016년 4월, 영화 《위대한 소원》 VIP 시사회에서의 모습

2012년 수지는 유명 연예인과 다수의 패션 및 코스메틱 브랜드가 참여하여 기부금을 조성하고 이를 어려운 처지에 있는 소년, 소녀들을 돕는 데 사용하는 기부 캠페인인 보그 걸의 '핑크 윙즈(Pink Wings)' 캠페인에 참여해 사진 촬영을 했다.
2014년 4월 22일, 수지는 세월호 침몰 사고 희생자들을 위해 어머니와 상의 후 소속사에 알리지 않고 익명으로 생명나눔실천 광주전남본부에 5,000만 원을 기부했다. 2015년 4월 1일에는 5년간 1억 원의 기부를 약정하고 고액기부자 모임 아너 소사이어티에 가입했다. 수지는 특히 “소아암 등 난치병으로 고통받는 어린이들의 치료에 보탬이 되고 싶다”라고 말해왔듯, 데뷔 후 매년 꾸준히 소아암, 백혈병 환자들을 위해 생명나눔실천 광주전남지역본부를 통해 매년 1,000만 원씩 기부해온 것으로 알려졌다. 2016년 6월, 수지는 부모님을 통해 제6호 북구 마중물나누미 회원으로 등록하며 저소득층을 위한 후원금 1000만원을 북구청에 기탁했다 같은 해 7월, 수지는 2017년 보성지역 중학교 입학생 교복지원을 위해 보성군에 소재한 사단법인 드림온사회복지회에 1000만 원의 후원금을 기탁했다. 8월, 수지는 영화 《시간을 달리는 소녀》의 시청각장애인을 위한 영화 배리어프리버전 제작에 참여하였다.
2017년 3월 18일, 수지는 생명존중문화 확산 운동과 환자 치료비 지원 사업을 위해 생명나눔실천운동 본부에 후원금 1억 원을 기부했다. 2018년 3월 사단법인 월드머시코리아는 2018년도 정기총회를 열고 빈곤국 교육 환경 개선을 위해 써달라며 2천만 원을 기부했다고 수지의 기금 기탁 사실을 공개했다.

## 음반 목록
EP
- 《Yes? No?》 (2017)
- 《Faces of Love》 (2018)